# كأس شهيد إسباندي لعام 1979
كأس شهيد إسباندي هي بطولة استعراضية لكرة القدم في إيران أقيمت عام 1979 ميلادي على شكل 5 مجموعات لمرحلة المجموعات تليها جولة ثانية ثم نصف نهائي ونهائي. فاز بالبطولة نادي برسيبوليس لكرة القدم.

## تاريخ
في عام 1358، أغلاق دوري البلاد بسبب أحداث ما بعد الثورة، لكن مباريات كأس الشهيد مهدي إسباني أقيمت على الفور. كان مهدي إسبندي لاعبًا شابًا يلعب في فريق طهران استشهد في أحداث الثورة الإسلامية، وبناءً على اقتراح حسين فخري، أقيمت الجولة الأولى من مباريات كرة القدم لأندية طهران بعد الثورة تحت اسم الشهيد مهدي إسباندي.

## دوري المجموعات الأول

### المجموعة الأولى
الفرق
1. طهران جافان إف سي
2. نادي برسبوليس

### المجموعة الثانية
الفرق
1.لا تتوفر بيانات
2.لا تتوفر بيانات

### المجموعة الثالثة
الفرق
1.لا تتوفر بيانات2.لا تتوفر بيانات

### المجموعة الرابعة
الفرق
1.لا تتوفر بيانات2.لا تتوفر بيانات

### المجموعة الخامسة
الفرق
1.لا تتوفر بيانات2.لا تتوفر بيانات

## دوري المجموعات الثاني

### المجموعة الأولى
الفرق
1. نادي باس طهران
2. نادي سارباز

### المجموعة الثانية
الفرق
1. نادي برسبوليس
2. نادي شاهين طهران
نادي برسبوليس 0 نادي شاهين طهران 0

## نصف النهائي
| نادي برسبوليس | 6–4 (Penalty kick) | نادي سارباز |
| ------------- | ------------------ | ----------- |
|               |                    |             |

| نادي شاهين طهران | 1–2 | نادي باس طهران |
| ---------------- | --- | -------------- |
|                  |     |                |

## المركز الثالث و الرابع
| نادي سارباز | 0–1 | نادي شاهين طهران |
| ----------- | --- | ---------------- |
|             |     |                  |

## النهائي
| نادي برسبوليس | 1–0 | نادي باس طهران |
| ------------- | --- | -------------- |
|               |     |                |